# 米野木台
米野木台（こめのきだい）は、愛知県日進市の町名。現行行政地名は米野木台一丁目から米野木台六丁目。

## 地理
日進市の南部に位置し、三方は米野木町、西は藤枝町に接する。
名鉄豊田線米野木駅を中心とする地域で、2010年代頃から住居や商業施設が次々と建設されている。

## 歴史

### 沿革
- 2016年（平成28年）10月8日 - 米野木町（広久手・原・荒池の全域および土岡・奥畑・仲芝・福成・傘松・竹若・細口・南山の各一部）・藤枝町（奥廻間）の各一部より、米野木台1～6丁目が成立[1]。

## 世帯数と人口
2019年（令和元年）7月1日現在の世帯数と人口は以下の通りである。
| 町丁     | 世帯数    | 人口    |
| -------- | --------- | ------- |
| 米野木台 | 1,901世帯 | 4,465人 |

## 学区
市立小・中学校に通う場合、学区は以下の通りとなる。また、公立高等学校に通う場合の学区は以下の通りとなる。
| 丁目           | 番・番地等 | 小学校               | 中学校               | 高等学校 |
| -------------- | ---------- | -------------------- | -------------------- | -------- |
| 米野木台一丁目 | 全域       | 日進市立梨の木小学校 | 日進市立日進東中学校 | 尾張学区 |
| 米野木台二丁目 | 全域       | 日進市立梨の木小学校 | 日進市立日進東中学校 | 尾張学区 |
| 米野木台三丁目 | 全域       | 日進市立東小学校     | 日進市立日進東中学校 | 尾張学区 |
| 米野木台四丁目 | 全域       | 日進市立東小学校     | 日進市立日進東中学校 | 尾張学区 |
| 米野木台五丁目 | 全域       | 日進市立東小学校     | 日進市立日進東中学校 | 尾張学区 |
| 米野木台六丁目 | 全域       | 日進市立東小学校     | 日進市立日進東中学校 | 尾張学区 |

## 交通

### 道路
- 愛知県道233号岩作諸輪線

### 鉄道駅
- 名鉄豊田線 米野木駅

## 施設
- ドラッグスギヤマ米野木店[8]
- マックスバリュ米野木店[9]
- 米野木中央公園[10]
- JAあいち尾東米野木支店[11]
- トップワン米野木店[12]
- 愛知トヨタ米野木駅前店[13]
- ネッツトヨタ中部プラザ米野木[14]
- コスモ石油セルフピュア日進米野木[15]
- 豊田信用金庫米野木支店（2017年2月13日開店）[16][17]
- 日進米野木郵便局（2017年3月21日移転[18]）[19][20]

## その他

### 日本郵便
- 郵便番号 : 470-0118[3]（集配局：日進郵便局[21]）。